# 판독
판독(Read)는 컴퓨터의 중앙처리장치가 기억되어 있는 데이터를 읽거나, 데이터를 플로피디스크 같은 입력 장치에서 기억 장치로 옮기는 과정이다.

## 같이 보기
- 판독 기록 헤드